# Rodrigo Sopeña
Rodrigo Sopeña Costales (Gijón, España, 28 de febrero de 1977) es un director español, conocido por dirigir algunos programas de televisión como Nada x aquí, La hora de José Mota, José Mota presenta... y Me resbala. Es el creador de la serie de ficción de Disney Channel Club Houdini y de la serie de Amazon Prime Video Atasco.
Como guionista también es el autor del cómic El último tahúr, dibujado por Juande Pozuelo y editado por Dolmen Novela Gráfica en noviembre de 2019.
Es coautor -junto con Alberto Papa-Fragomén- de las comedias teatrales Que Dios nos pille confesados y Remátame otra vez.

## Biografía
Es un director, guionista y realizador asturiano, que lleva dedicándose a la televisión desde el año 1999. Comenzó como guionista de El Club de la Comedia durante dos temporadas. Después fue uno de los guionistas del dúo cómico Cruz y Raya en sus programas para TVE, desde 2002 hasta 2006, incluidos los programas especiales de Nochevieja titulados La verbena de la peseta, Al 2003... si hay que ir se va, Regreso al 2004, Érase una vez... 2004, 2005... Repaso al futuro y Juicio al 2006. En 2006 se estrenó como codirector, junto a Luis Piedrahíta y Jorge Blass, en el programa de televisión de ilusionismo Nada x aquí que emitió Cuatro.
Posteriormente, fue guionista y director de la segunda y tercera temporadas de La hora de José Mota en TVE, entre 2010 y 2012, incluidos los programas especiales de La 1 en Nochevieja de TVE titulados 2010: Con el vértigo en los talones, 2011: ¡¿Estamos contentos?! y Se7en, los siete pecados capitales de provincia en el 2012.
Se licenció en Comunicación Audiovisual por la Facultad de Comunicación de la Universidad de Navarra. Actualmente es profesor de guion de TV de entretenimiento en el Máster de Guion de la Universidad de Navarra.
En octubre de 2007, con la compañía del humorista coruñés Luis Piedrahíta, estrenó en el Festival Internacional de Cine Fantástico de Sitges el Thriller de misterio llamado La habitación de Fermat, que se estrenó en España el 16 de noviembre de 2007, escrito y dirigido por ambos. Con este film consiguieron los Premios del Público y el Premio del Jurado Joven al Mejor Largometraje en la XVII Semana Internacional de Cine Fantástico de Málaga y los premios al Mejor Guion y a la Mejor Película de Cine Fantástico Europea Melies de Plata en el Festival de Cine Fantástico de Oporto, Fantasporto 2008.
Dirigió el programa de televisión Me resbala para Antena 3, emitiéndose desde el 15 de noviembre de 2013 hasta el 13 de marzo de 2015. Presentado por Arturo Valls, contó con artistas invitados como Florentino Fernández, Carlos Latre, Anabel Alonso, Josema Yuste, Anna Simon, Leo Harlem, Edu Soto o Miki Nadal.

## Filmografía

### Cine
| Año  | Título                  | Ocupación                |
| ---- | ----------------------- | ------------------------ |
| 2007 | La habitación de Fermat | Codirector y coguionista |

### Televisión
| Año         | Programa o serie                            | Canal de Estreno   | Episodios             | Ocupación                                 |
| ----------- | ------------------------------------------- | ------------------ | --------------------- | ----------------------------------------- |
| 2024 - 2025 | Atasco                                      | Amazon Prime Video | 18                    | Director, guionista y productor ejecutivo |
| 2021        | Sin novedad                                 | HBO Max            | 6                     | Director                                  |
| 2021        | LOL: Si te ríes, pierdes                    | Amazon Prime Video | 6                     | Director[cita requerida]                  |
| 2017 - 2019 | Club Houdini                                | Disney Channel     | 33                    | Director y guionista                      |
| 2018        | Manual de supervivencia del Club Houdini    | Disney Channel     | 10                    | Director y guionista                      |
| 2017        | Jugando con las estrellas                   | La 1               | 8                     | Director y guionista                      |
| 2016        | José Mota presenta                          | La 1               | 9                     | Codirector, realizador y guionista        |
| 2015        | Resplandor en la Moncloa                    | La 1               | Especial Nochevieja   | Codirector, realizador y guionista        |
| 2014 - 2015 | Un, dos, ¡chef!                             | Disney Channel     | 13                    | Director y guionista                      |
| 2013 - 2015 | Me resbala                                  | Antena 3           | 24                    | Director y guionista                      |
| 2013        | Por arte de magia                           | Antena 3           | 4                     | Codirector, realizador y guionista        |
| 2009 - 2012 | La hora de José Mota                        | La 1               | 39                    | Codirector, realizador y guionista        |
| 2011        | Se7en. Los 7 pecados capitales de provincia | La 1               | Especial Nochevieja   | Codirector, realizador y guionista        |
| 2010        | 2011: ¡¿Estamos contentos?!                 | La 1               | Especial Nochevieja   | Codirector, realizador y guionista        |
| 2009        | 2010: con el vértigo en los talones         | La 1               | Especial Nochevieja   | Codirector, realizador y guionista        |
| 2008        | Es bello vivir                              | La 1               | Especial Nochevieja   | Guionista                                 |
| 2006 - 2007 | El Hormiguero                               | Cuatro             | 29                    | Guionista                                 |
| 2006 - 2007 | Nada X aquí                                 | Cuatro             | 29                    | Codirector y guionista                    |
| 2004 - 2006 | Juan y José.show                            | La 1               | 34                    | Guionista                                 |
| 2006        | 2006 Perdiendo el juicio. Operación Maletín | La 1               | Especial Nochevieja   | Guionista                                 |
| 2006        | Con dos tacones                             | La 1               | 2                     | Guionista                                 |
| 2005        | 2005... Repaso al futuro                    | La 1               | Especial Nochevieja   | Guionista                                 |
| 2005        | Latrelevisión - La Pasión de Latre          | Telecinco          | Especial Semana Santa | Guionista                                 |
| 2001 - 2004 | Cruz y raya.com                             | La 1               | 67                    | Guionista                                 |
| 2004        | Erase una vez... 2004                       | La 1               | Especial Nochevieja   | Guionista                                 |
| 2004        | Un, dos, tres... Responda otra vez          | La 1               | 10                    | Guionista                                 |
| 2003        | Regreso al 2004                             | La 1               | Especial Nochevieja   | Guionista                                 |
| 2002        | Al 2003... si hay que ir se va              | La 1               | Especial Nochevieja   | Guionista                                 |
| 2001 - 2002 | La noche con Fuentes y Cía                  | Telecinco          | 20                    | Guionista                                 |
| 2001        | La verbena de la peseta                     | La 1               | Especial Nochevieja   | Guionista                                 |
| 2000 - 2001 | El club de la comedia                       | Canal+ España      | 29                    | Guionista                                 |

### Cortometrajes
| Año  | Título               | Ocupación              |
| ---- | -------------------- | ---------------------- |
| 2019 | Capsule - Extintor   | Codirector y guionista |
| 2005 | Yo también te quiero | Guionista              |
| 2003 | Guau                 | Director y guionista   |
| 1998 | Der abschied         | Guionista              |

## Obras teatrales
| Año  | Título                                   | Teatro (estreno)               | Ocupación |
| ---- | ---------------------------------------- | ------------------------------ | --------- |
| 2024 | Remátame otra vez                        | Teatro Reina Victoria (Madrid) | Coautor   |
| 2023 | Que Dios nos pille confesados            | Teatro Muñoz Seca (Madrid)     | Coautor   |
| 2002 | 5 mujeres.com                            | Teatro Alcázar (Madrid)        | Coautor   |
| 2001 | Francamente, la vida según San Francisco | Teatro Alcázar (Madrid)        | Coautor   |
| 2001 | 5 hombres.com                            | Teatro Alcázar (Madrid)        | Coautor   |

## Premios y nominaciones

### Festival Internacional de Cine Fantástico de Oporto
| Año  | Categoría              | Película                | Resultado |
| ---- | ---------------------- | ----------------------- | --------- |
| 2008 | Premio al mejor guion  | La habitación de Fermat | Ganador   |
| 2008 | Premio Meliès de Plata | La habitación de Fermat | Ganador   |

### Festival de Cine Fantástico de Málaga
| Año  | Categoría                                     | Película                | Resultado |
| ---- | --------------------------------------------- | ----------------------- | --------- |
| 2007 | Premio del público al mejor largometraje      | La habitación de Fermat | Ganador   |
| 2007 | Premio del jurado joven al mejor largometraje | La habitación de Fermat | Ganador   |

### Festival de Cine de Sitges
| Año  | Categoría      | Película                | Resultado |
| ---- | -------------- | ----------------------- | --------- |
| 2007 | Mejor Película | La habitación de Fermat | Nominado  |